# Einar Wendt
Karl Hugo Einar Wendt, född 20 november 1890 i Karlstad, död 3 mars 1963 i Johannes församling, Stockholm, var en svensk arkivarie.
Wendt blev filosofie magister i Uppsala 1915, filosofie licentiat 1922 och filosofie doktor 1934. Han blev vikarierande läroverksadjunkt 1921, amanuens i Riksarkivet 1924, var arkivarie i Marininstitutets sjöhistoriska avdelning 1931–1934, 2:e  arkivarie 1934, 1:e arkivarie 1939 och var arkivråd i Riksarkivet 1941–1956. Han blev ledamot av Kungliga Samfundet för utgivande av handskrifter rörande Skandinaviens historia 1938 och korresponderande ledamot av Kungliga Örlogsmannasällskapet 1943. Einar Wendt är begravd på Norra begravningsplatsen utanför Stockholm. 